# مسخره‌ست، نه؟
«مسخرست نه؟» (به انگلیسی: Ain't It Funny) تک‌آهنگی از هنرمند اهل ایالات متحده آمریکا جنیفر لوپز است که در ۲۰ ژوئن ۲۰۰۱ منتشر شد. این تک‌آهنگ در آلبوم جی. لو قرار گرفته است.
این تک‌آهنگ در چارت‌های والونیا، سوئد، بریتانیا، فلاندرز، ایرلند، سوئیس، نروژ جزو ده ترانه اول قرار گرفت.